# Lokomotiva ST43
Lokomotivní řada ST43 Polských státních drah je dieselelektrická lokomotiva rumunského původu, vyráběná ve švýcarské licenci firmou Electroputere Craiova. V Rumunsku se jedná o původní řadu 060-DA. Vedle státních železnic Polskie Koleje Państwowe, resp. jejich nástupnické nákladní společnosti PKP Cargo, jsou tyto lokomotivy v Polsku provozovány řadou soukromých společností, které je zpravidla označují jako řada 060DA.
Tyto lokomotivy byly u PKP nasazeny nejdříve v DOKP (Dyrekcja Okręgowa Kolei Państwowych, tj. Oblastní ředitelství státních drah) Poznań v nákladní dopravě. Později byly nasazeny také v dálkové osobní dopravě, ale v topném období pouze s vozy, které byly vybaveny vlastním zdrojem tepla, neboť lokomotivy nejsou vybaveny zařízením pro vytápění osobních vozů.
V průběhu let byly dodávány lokomotivy s různými konstrukčními změnami. Např. počínaje lokomotivou ST43-156 byly instalovány spalovací motor 12LDS8B místo původních 12LDA28, od stroje ST43-278 mají lokomotivy přípravu pro instalaci samočinného spřáhla a tím i větší hmotnost a celkovou délku.
Jejich někdejších největší provozovatel, PKP Cargo, měl na jaře 2018 k dispozici již poslední dva provozní kusy.